# Возвышение Екатерины Великой
«Возвышение Екатерины Великой» (англ. The Rise of Catherine the Great) — британский исторический фильм 1934 года режиссёра Пола Циннера.

## Сюжет
О ранних годах императрицы Екатерины II, начиная с прибытия наивной юной принцесса из Германии, и последующего свержения её мужа царя Петра III.

## В ролях
- Элизабет Бергнер — Екатерина II
- Дуглас Фербенкс-мл. — Пётр III

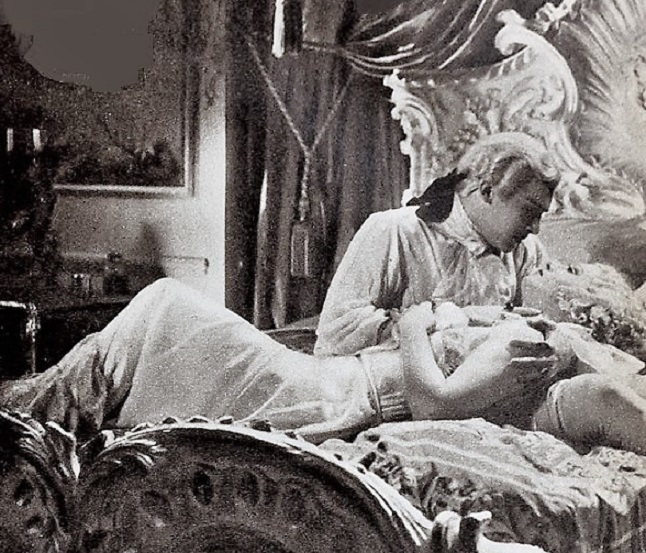

- Флора Робсон — императрица Елизавета
- Джеральд дю Морье — Лесток
- Ирен Ванбург — Иоганна Ангальт-Цербстская, мать Екатерины
- Джоэн Гарднер — Катюшенька
- Дороти Хейл — графиня Ольга
- Диана Напье — графиня Воронцова
- Гриффит Джоунс — Григорий Орлов
- Джибб МакЛафлин — Бестужев
- Лоуренс Хэнрэй — Иван Гудович
- Клиффорд Хизерли — Огарев
- Джон Тернбулл — Румянцев
- Аллан Джейес — полковник Корнилов

## О фильме
Одна из самых дорогих картин Великобритании на тот момент, бюджет составил почти в 400 000 долларов, что для кинопроизводства Голливуда эквивалентно затратам в 1 миллион долларов.
Режиссёром фильма выступил Пол Циннер, однако, на съемочной площадке у него возникли значительные разногласия с продюсером Александром Корда, и Корда вмешался, чтобы самостоятельно срежиссировать несколько сцен. Отмечается, что трудно точно определить, кто был режиссёром каких сцен, но в киноведении считается, что Циннер был режиссёром большинства сцен с участием Бергнер (которая была его женой), а Корда срежиссировал все сцены Робсон.
Фильм стал вторым из роскошных исторических эпопей киностудии London Films, последовавшей за международным успехом фильма «Частная жизнь Генриха VIII» (1933) также Александра Корда.
Фильм стал одним из самых успешных фильмов студии, вышедших в 1930-х годах, несмотря на сравнительно скромные кассовые сборы, что объяснялось прямой конкуренцией с фильмом «Распутная императрица» (США, 1934) с Марлен Дитрих в роли Екатерины, и по мнению киноведа Дэйва Кера было предсказуемо — «Циннер создал красивую, но традиционную мелодраму» проигрывавшую американскому фильму.
Рецензент газеты «The New York Times» отмечал, что это «красивый фильм». Современная фильму рецензия журнала «Variety» указывала, что в фильме есть множество эпизодов с выдающейся «режиссурой, съёмками и диалогами», особенно высоко оценив игру Дугласа Фербенкса и Флоры Робсон, отметив при этом, что Элизабет Бергнер была «в целом правдоподобна» в роли:

Сцена Бергнер с умирающей императрицей (Флора Робсон) — жемчужина мастерства обеих женщин, и есть другие яркие эпизоды. История в основном находится в руках Бергнера, Робсона и Дугласа Фэрбенкса. Робсон прекрасно играет, в то время как определение Фэрбенксом разъяренного Питера — одно из лучших, что он когда-либо делал.— журнал « Variety», 1933 год

Тщательно продуманная, хотя исторически очень свободная камерная пьеса; благодаря изысканной игре, особенно в главной роли, она остается замечательной и сегодня— Lexikon des internationalen Films

## Награды
За роль в фильме актриса Элизабет Бергнер номинировалась в категории «Лучшая актриса» по версии британского журнала «Picturegoer».
Журналом «Photoplay» актёр Дуглас Фербенкс-мл. за роль в фильме был назван «Лучшим актёром месяца» (апрель 1934 года).

## Рецензии
- The Rise of Catherine the Great // Variety, Dec 31, 1933
- Elizabeth Bergner and Douglas Fairbanks Jr. in the British Production, «Catherine the Great» // The New York Times, 15. Feb, 1934
- The Rise of Catherine the Great: not too much horseplay // The Guardian, July 24, 2014